# Anomalon japonicum
Anomalon japonicum är en stekelart som först beskrevs av Tohru Uchida 1928.  Anomalon japonicum ingår i släktet Anomalon och familjen brokparasitsteklar. Inga underarter finns listade i Catalogue of Life.